# Стража (Бакау)
Стража (рум. Straja) насеље је у Румунији у округу Бакау у општини Асау. Oпштина се налази на надморској висини од 464 m.

## Становништво
Према подацима из 2002. године у насељу је живело 1355 становника, од којих су сви румунске националности.